# Anisognathus
Anisognathus là một chi chim trong họ Thraupidae.